# يوري تيليمانس
يوري تيليمانس (بالهولندية: Youri Tielemans)، ولد في 7 مايو 1997، هو لاعب كرة قدم بلجيكي، في مركز خط الوسط، يلعب في صفوف نادي أستون فيلا الإنجليزي، ومنتخب بلجيكا لكرة القدم.
بدأ مسيرته الكروية في نادي أندرلخت البلجيكي، وفي موسم 2016\17 ساهم في فوز النادي ببطولة الدوري البلجيكي بعدما شارك في 27 مباراة، سجل خلالهما 12 هدفاً، وصنع ثمانية أهداف أخرى ليحصل على جائزة لاعب العام في بلجيكا، ويصبح محط أنظار أندية أوروبية عديدة. وفي 24 مايو 2017، إنتقل إلى نادي موناكو مقابل 25 مليون يورو، في عقد يمتد حتى عام 2022.

## روابط خارجية
- يوري تيليمانس على موقع الاتحاد الدولي (مؤرشف)  (الإنجليزية)
- يوري تيليمانس على موقع الاتحاد الأوربي (الإنجليزية)
- يوري تيليمانس على موقع الاتحاد البلجيكي (الإنجليزية)
- يوري تيليمانس على موقع إي إس بي إن إف سي (الإنجليزية)
- يوري تيليمانس على موقع قاعدة بيانات كرة القدم.إي يو (الإنجليزية)
- يوري تيليمانس على موقع ليكيب (الفرنسية)
- يوري تيليمانس على موقع ناشيونال فوتبول تيمز (الإنجليزية)
- يوري تيليمانس على موقع Soccerbase.com (لاعب) (الإنجليزية)
- يوري تيليمانس على موقع Soccerway.com (الإنجليزية)
- يوري تيليمانس على موقع عالم كرة القدم.نت (الإنجليزية)